# Хеннесси, Мэтт
Мэттью Коннор Хеннесси (англ. Matthew Connor Hennessy, 17 ноября 1997, Наяк, Нью-Йорк) — профессиональный футболист, выступающий на позиции центра в клубе НФЛ «Атланта Фэлконс». На студенческом уровне выступал за команду университета Темпл. На драфте НФЛ 2020 года был выбран в третьем раунде.

## Биография
Мэтт Хеннесси родился 17 ноября 1997 года в Наяке в штате Нью-Йорк. Младший из двух сыновей, его брат Томас также является профессиональным футболистом. Учился в католической подготовительной школе Дон Боско, играл в её футбольной команде тэклом нападения и линейным защиты, был капитаном команды. Хеннесси выступал за сборную США в возрастной категории до 19 лет. После окончания школы он поступил в университет Темпл.

### Студенческая карьера
Сезон 2016 года Хеннесси провёл в статусе дублёра, в стартовом составе «Темпл Оулс» он дебютировал на позиции левого гарда. В качестве стартового центра команды он впервые сыграл в 2017 году. В своём втором сезоне он пропустил всего одну игру. В турнире 2018 года он был лидером линии нападения команды, допустив давление на квотербека всего в 0,6 % розыгрышей. По данным сайта Pro Football Focus этот показатель был лучшим среди всех центров дивизиона FBS. За время выступлений в студенческой команде Хеннесси неоднократно становился лауреатом различных университетских наград, претендовал на Римингтон Трофи, приз лучшему центру студенческого футбола. Весной 2019 года он окончил университет со степенью бакалавра в области финансов.

### Профессиональная карьера
Перед драфтом НФЛ 2020 года обозреватель сайта Bleacher Report Мэтт Миллер выделял лидерские качества Хеннесси и его игровой опыт, уровень атлетизма, надёжную игру на защите паса. Недостатками игрока назывались недостаток мышечной массы, ошибки при выборе стойки и чтении действий защитников, играющих в во второй линии.
На драфте Хеннесси был выбран «Атлантой» в третьем раунде под общим 78 номером. В июне он подписал с клубом четырёхлетний контракт. Ожидалось, что в дебютном сезоне он будет конкурировать за место левого гарда команды с Джеймсом Карпентером. В регулярном чемпионате 2020 года он принял участие в тринадцати матчах. Конкуренцию Карпентеру Хеннесси проиграл, проведя на позиции гарда всего 75 розыгрышей. В концовке сезона он занял место стартового центра, заменив получившего сотрясение мозга Алекса Мака. 